# Nor molecular

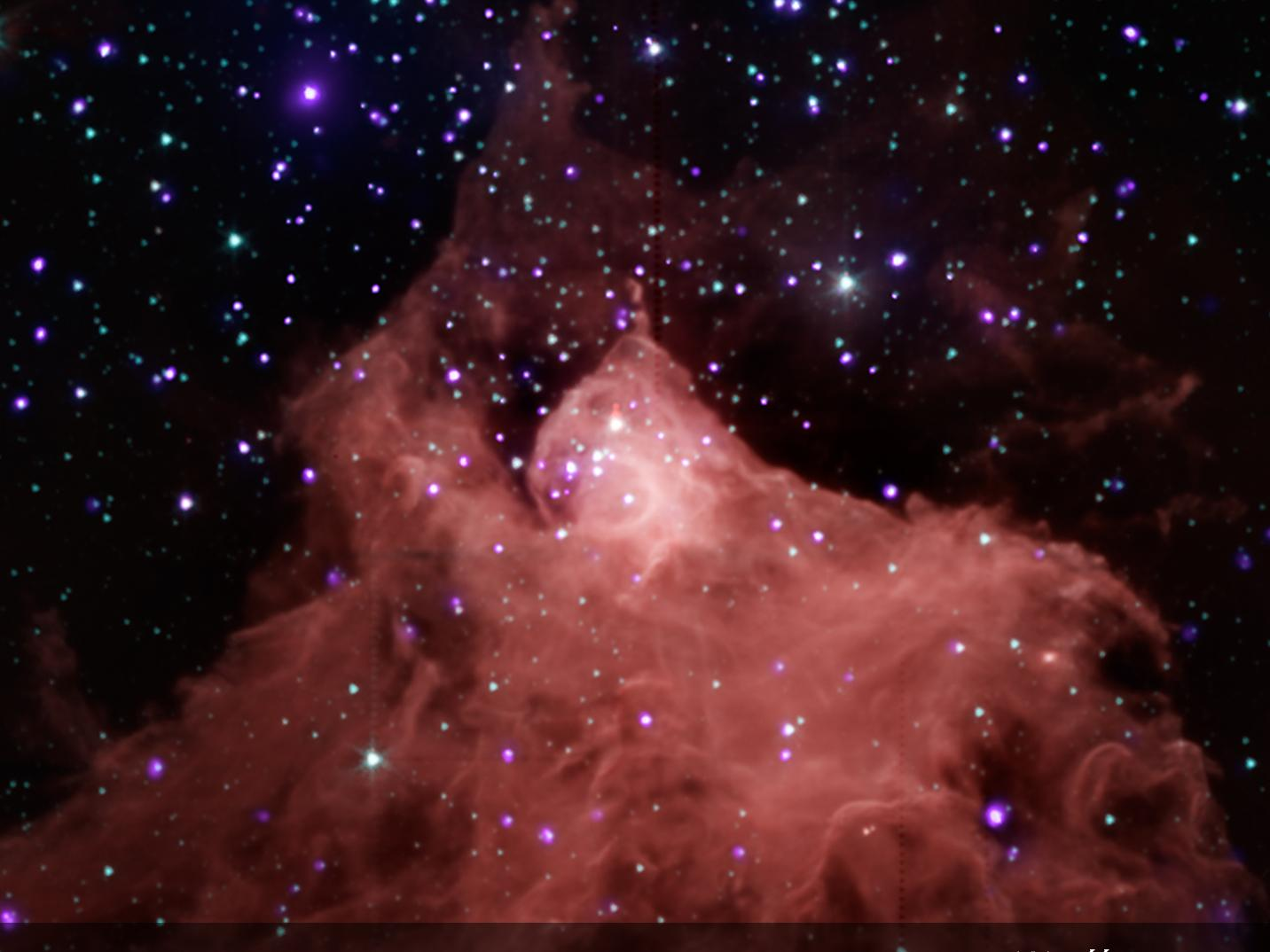
Imagine compusă care prezintă tinere stele lângă un nor molecular din constelaţia Cepheus B.

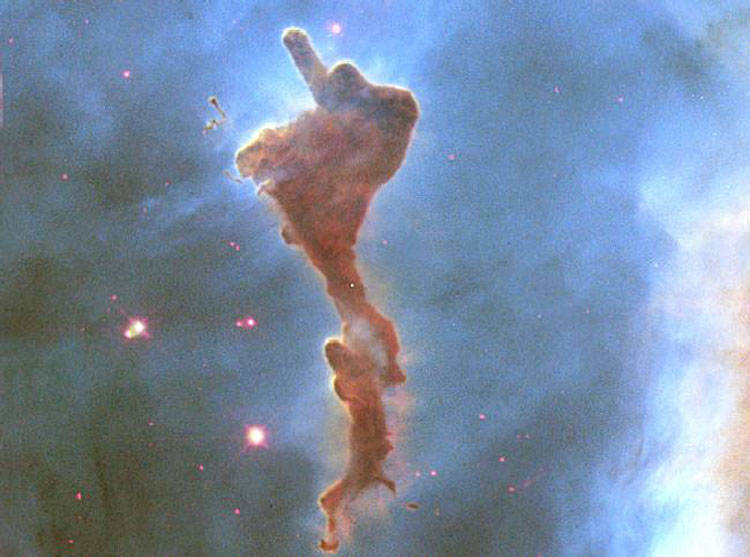
Acest nor a fost rupt din Nebuloasa Carina. Noile stele formate sunt vizibile în apropiere, cu imaginile lor înroșite de lumina albastră, împrăștiate preferențial de praful omniprezent. Această imagine se întinde pe aproximativ doi ani-lumină și a fost înregistrată de telescopul spațial Hubble în 1999.

Un nor molecular, uneori denumit pepinieră de formare a stelelor în interiorul său, este un tip de nor interstelar a cărei densitate și dimensiune permite formarea de molecule, cel mai frecvent pe bază de hidrogen molecular (H2). 